# ローレン・ラピン
ローレン・ラピン（Lauren Lappin、1984年6月26日 - ）は、アメリカ合衆国カリフォルニア州アナハイム出身の女子ソフトボール選手（捕手・ユーティリティ）。右投右打。2008年の北京オリンピック銀メダリスト。
オリンピックのチームメイトのヴィクトリア・ガリンドがレズビアンをカミングアウトをしたのも手伝い、ラピンもレズビアンであることをカミングアウトした。